# 白神 (敷設艇)
| 艦歴     | 艦歴                                                                                  |
| -------- | ------------------------------------------------------------------------------------- |
| 計画     | ③計画                                                                                 |
| 起工     | 1937年9月3日                                                                          |
| 進水     | 1938年6月25日                                                                         |
| 就役     | 1939年4月25日竣工                                                                     |
| その後   | 1944年3月5日戦没                                                                      |
| 除籍     | 1944年5月10日                                                                         |
| 性能諸元 |                                                                                       |
| 排水量   | 基準：720トン、公試：750トン                                                          |
| 全長     | 74.70m                                                                                |
| 全幅     | 7.85m                                                                                 |
| 吃水     | 2.60m                                                                                 |
| 機関     | マン式三号ディーゼル2基2軸 3,600馬力                                                  |
| 速力     | 20.0kt                                                                                |
| 航続距離 | 14ktで2,000浬                                                                         |
| 燃料     | 重油：35トン                                                                          |
| 乗員     | 74名                                                                                  |
| 兵装     | 40mm連装機銃1基2挺 13mm連装機銃1基2挺 爆雷36個、捕獲網8組 （もしくは九三式機雷120個） |

白神（しらかみ）は、日本海軍の敷設艇。測天型敷設艇の2番艇。

## 艦歴
1939年（昭和14年）4月25日、東京石川島造船所にて竣工、横須賀鎮守府に籍を置く。
太平洋戦争開戦時は大湊警備府大湊防備隊に所属し、同所を中心に北方方面の哨戒、船団護衛、機雷敷設などに従事する。1942年（昭和17年）11月17日、宗谷方面部隊となり連絡船の護衛に従事する。26日津軽部隊となり28日大湊に到着。
1943年4月3日、八戸沖で水偵が油紋を発見して爆弾を投下。次いで「白神」と特設駆潜艇「文山丸」が爆雷攻撃を行った。この攻撃でアメリカ潜水艦「ピカーレル」を撃沈したかもしれない。
1944年（昭和19年）3月3日、荒天の中得撫島南方にて「日蘭丸」と衝突し大破口を生じるが曳航不能となり、3月5日に船体が切断して沈没した。5月10日に除籍された。

## 歴代艇長
艤装員長
- 鈴木重 少佐：1938年12月15日[3] -

## 同型艦
- 測天 [II] - 白神 - 巨済 - 成生 - 浮島